# Онучево
Онучево (рос. Онучево) — присілок в Палехському районі Івановської області Російської Федерації.
Населення становить 6 осіб. Входить до складу муніципального утворення Пановське сільське поселення.

## Історія
Від 2005 року входить до складу муніципального утворення Пановське сільське поселення.

## Населення
| 2010 |
| ---- |
| 6    |